# Договор в Эль-Пардо (1778)
Договор в Эль-Пардо — договор, подписанный в испанской королевской резиденции Эль-Пардо 11 марта 1778 года между королевой Португалии Марией I и королём Испании Карлом III. Целью договора было урегулирование давних территориальных споров, возникших вследствие несоблюдения условий Тордесильясского и последующих договоров. Непосредственно договору предшествовали конфликты в регионе Восточных миссий, на территории современного Уругвая и частично Парагвая, а также испано-португальские войны 1761—1763 и 1776—1777 годов.
Главным объектом договора стало закрепление земель, захваченных португальскими бандейрантами в глубине Южной Америки в нарушение Тордесильясского договора. Новый договор был построен на принципе uti possidetis, уже применённом в более ранних договорах. В результате португальский доминион разросся до территории современной Бразилии, в то время как португальцы должны были уступить африканские владения — в качестве компенсации Мария I уступила Карлу III острова Аннобон и Фернандо-По (совр. Биоко), а также побережье Гвинеи между реками Нигер и Огове.